# Stadtbefestigung (Brilon)

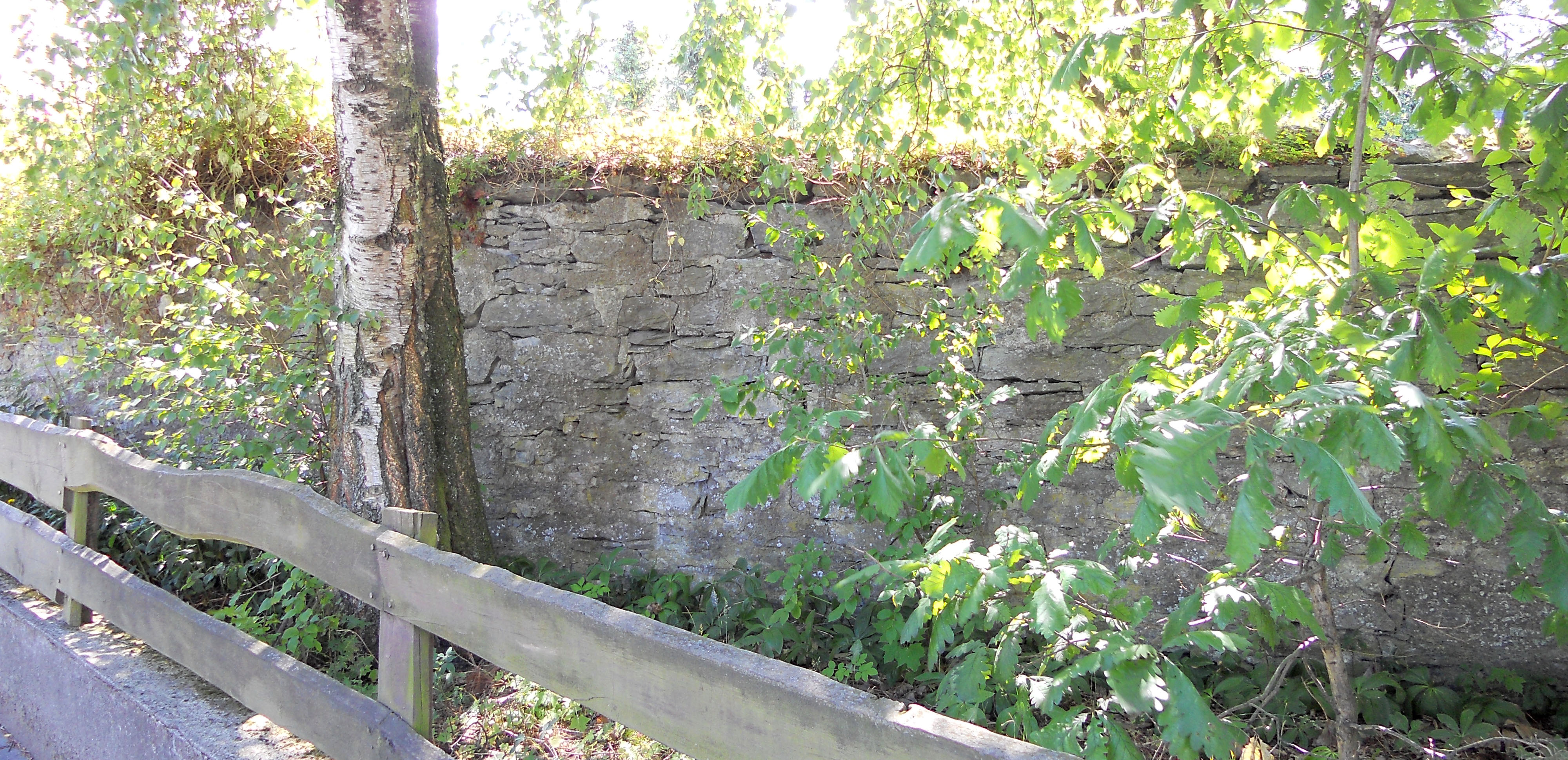
Fragment der alten Stadtmauer (Derkere Mauer)

Die Stadtbefestigung in Brilon war eine mittelalterliche Befestigungsanlage; sie besaß vier Porten (Tore). Zwischen den Porten, verbunden durch eine starke Mauer, befanden sich jeweils drei Wachtürme. Die Anlage diente den Bürgern als Schutz und Sicherheit. Der Gesamtumfang der Anlage betrug etwa 2.166 Meter.

## Beschreibung
Die Anlage diente als Wehrbau dazu, die Verteidigungskraft zu erhöhen und die Sicherheit in der Stadt zu verbessern.

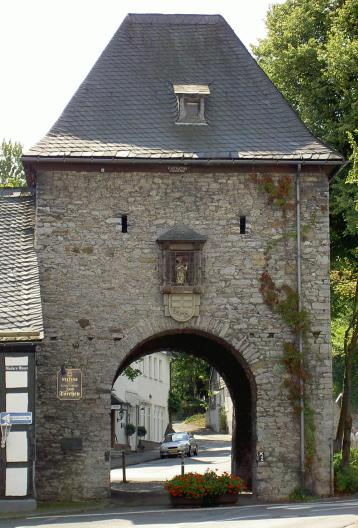
Derkeres Tor, Stadtseite

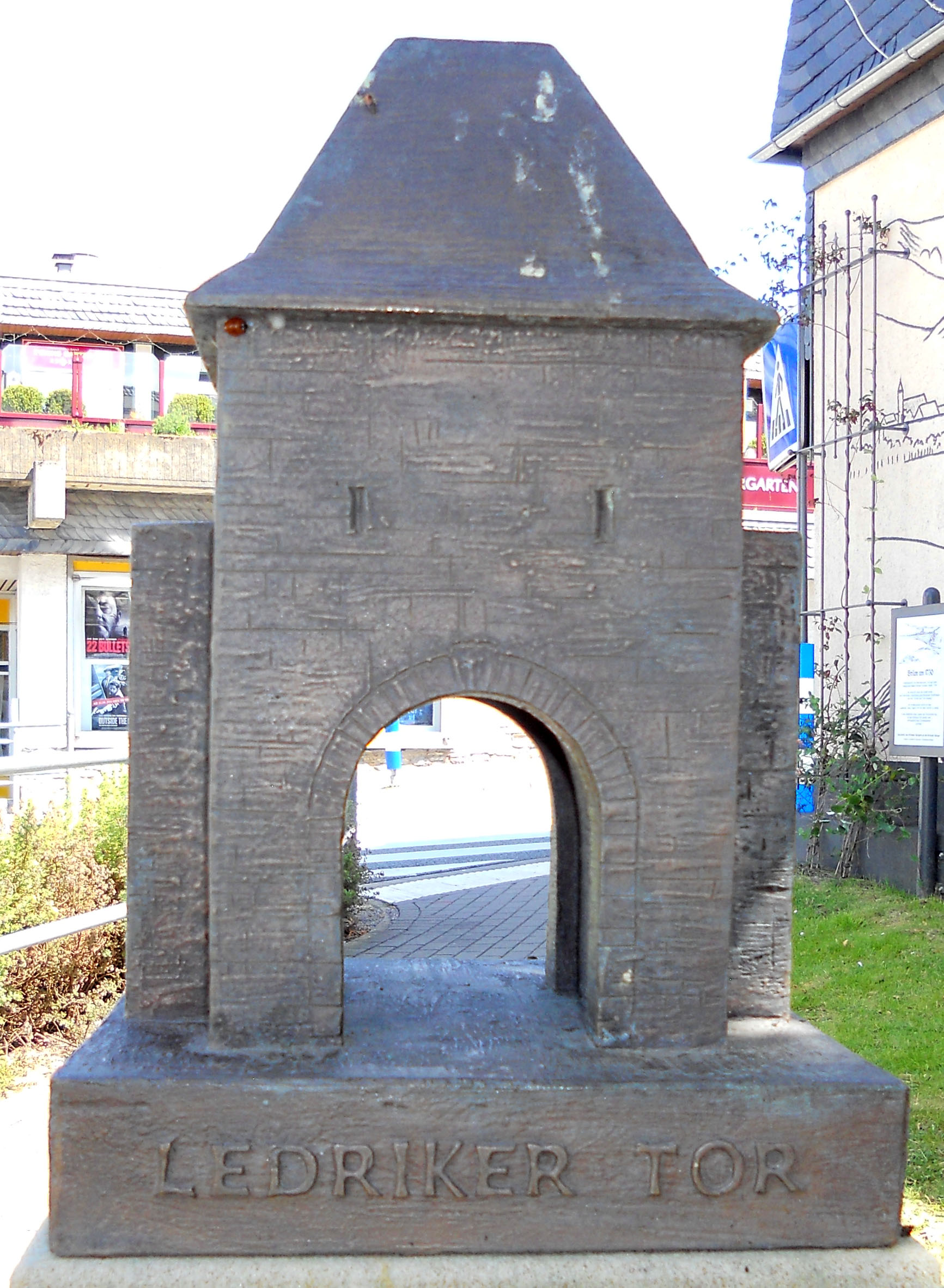
Oberes (Ledriker) Tor (Nachbildung)

Vorläufer der gemauerten Stadtbefestigung war vermutlich ein Holz-Erde-Werk mit darauf gebauten Palisaden. Vor dem Erdwall lag ein Graben. Im 13. Jahrhundert wurde mit großem finanziellem Aufwand der Erdwall durch eine feste Mauer von etwa 2,5 m Dicke und 4 m Höhe ersetzt. Höchstwahrscheinlich war sie mit einem Wehrgang auf der Krone angelegt. Vor der Mauer befand sich ein Graben, dessen Aushub davor zu einem Wall angeschüttet wurde. Der Graben war nicht mit Wasser gefüllt, sondern mit Gras bewachsen. In Friedenszeiten wurde der Graben von Vieh beweidet und auch zur Acker- oder Gartennutzung verpachtet. Die Errichtung der Mauer geschah in Etappen; jeweils nur ein Stück des Palisadenwerkes wurde ersetzt. In städtischen Urkunden wurde die Mauer erstmals 1434 und 1449 erwähnt. In der Kriegsordnung von 1362 wurden schon die Porten beschrieben.
Zwei Hauptstraßen führten durch die Stadt. Sie kreuzten sich am Markt und führten dann jeweils durch ein Tor aus der Stadt hinaus. Die Durchgänge waren durch starke hölzerne Torflügel gesichert, die in der Nacht abgeschlossen wurden. Vor den Toren befanden sich Schlagbäume, um die Kontrolle durch die Pförtner, die auch die Schlüssel für die Tore führten, zu optimieren. Ebenfalls vor den Toren waren hölzerne Drehkreuze, sogenannte Schlingen, installiert. Bei heruntergelassenem Schlagbaum mussten sich die Fußgänger dort hindurch „schlingen“.
Im oberen Teil der Tore waren die städtischen Gefängnisräume (Gefängniskammern); an den Wänden waren Fuß- und Handfesseln angebracht. Im 17. Jahrhundert dienten sie auch zur Unterbringung der angeblichen, angeklagten Hexen.  Treppen als Zugang zu diesen Zellen gab es nicht. Unmittelbar neben den Toren standen die Dienstwohnungen der Pförtner; durch diese führte der Zugang zu den Zellen, wie noch heute beim Derker Tor zu sehen ist.
Die Pförtner (häufig lateinisch als „portari“ bezeichnet), überwachten den ein- und ausgehenden Personen- und Güterverkehr. Um den Zustrom von Bettlern und anderen nichtsesshaften Personen zu verhindern, wurden Männer der Schützengesellschaft als Unterstützung beigeordnet.
Im Verteidigungsfall waren die Bürgen und die Schützen durch eine Aufstellung aus dem Jahre 1657 angewiesen, welchen Abschnitt sie zu besetzen hatten.

## Derker Tor
Ursprünglich wurde die im Süden gelegene Derker Porte 1473 als Dericker Porte (nach dem Weiler Dederinghausen im Süden am Fuße des Poppenberges) genannt.
In der Derker Mauer stand der Dinkelbecker (Turm), etwa wo heute der Parkplatz am Hallenbad ist. Vermutlich wurde er nach der Familie Dinkelbecker benannt, die in der Nähe wohnte und um 1530 mehrfach belegt ist. Dieser Turm war die höchste Stelle der Stadtbefestigung; die von ihm abgegebenen Böllerschüsse waren gut über die ganze Stadt zu hören.
1750 wurde das Tor nach dem Vorbild des Lederker Tores vom Tiroler Maurermeister Michael Schmitt, allerdings nicht so aufwändig, wieder aufgebaut.
Vom Derker Tor führte die Stadtmauer 62,8 Meter bis zum ersten Turm, da wo die Schulstraße endet. Der Turm war 8,2 Meter hoch. Weiter führte sie 69 Meter zum zweiten Turm bei Huses Haus, da wo die Mauer des Richters Lohmann endet. Von da 125,6 Meter zum dritten Turm am Dinkelbecker, da wo Schneider Reckers Garten anfängt und 141 Meter weiter zu Oberen Tor.

## Oberes Tor

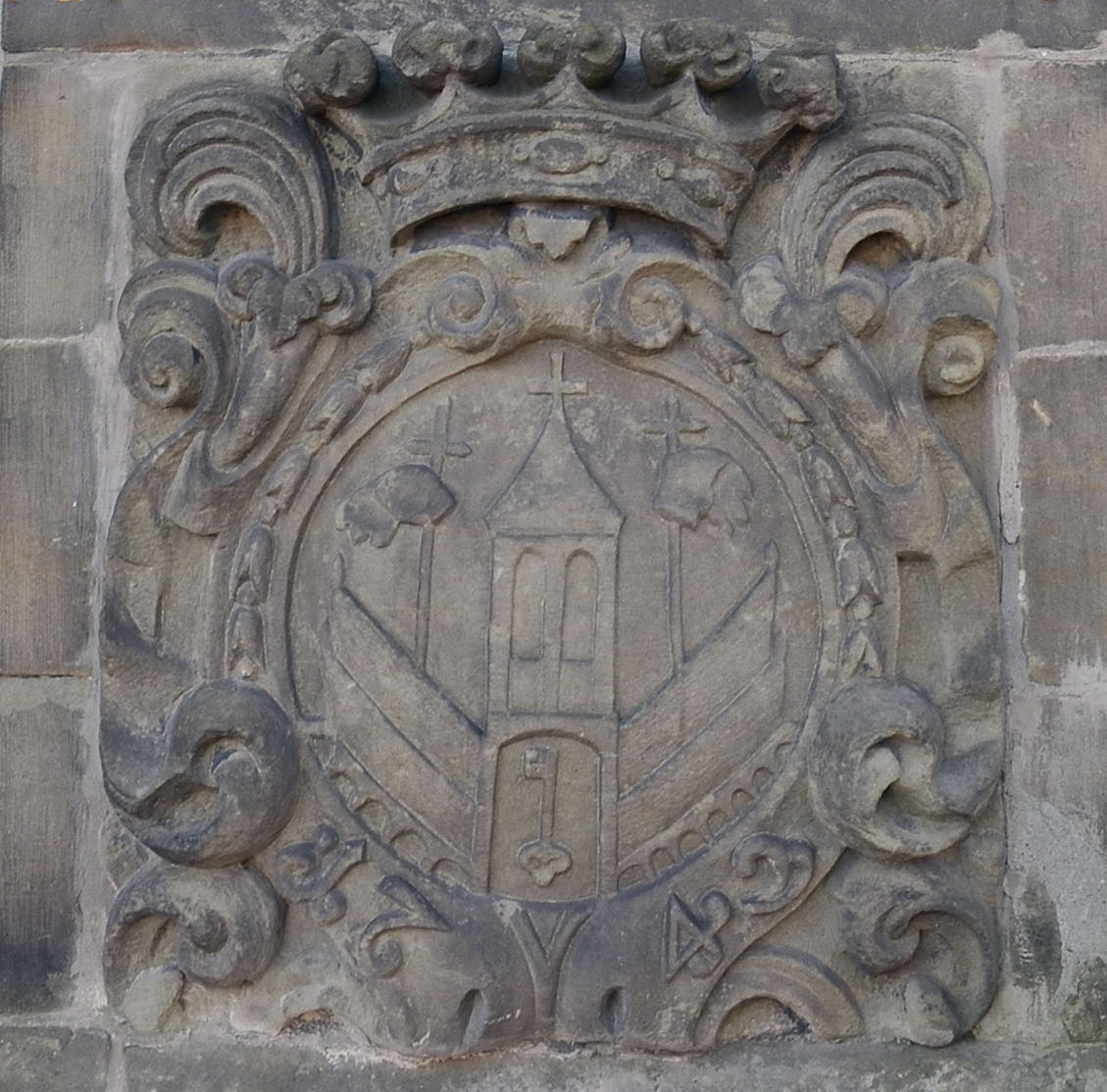
Alter Wappenstein des Oberen Tores

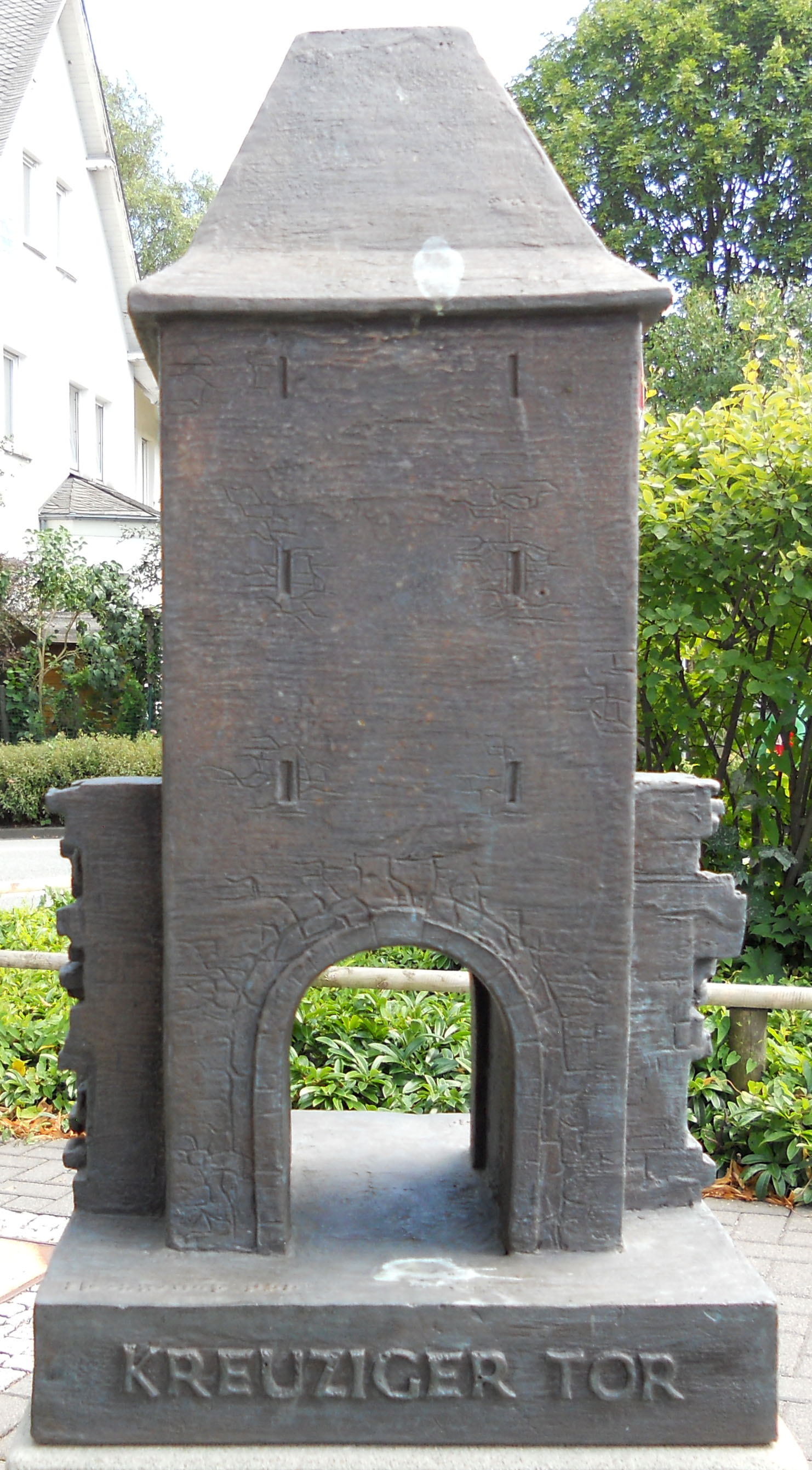
Kreuziger Tor (Nachbildung)

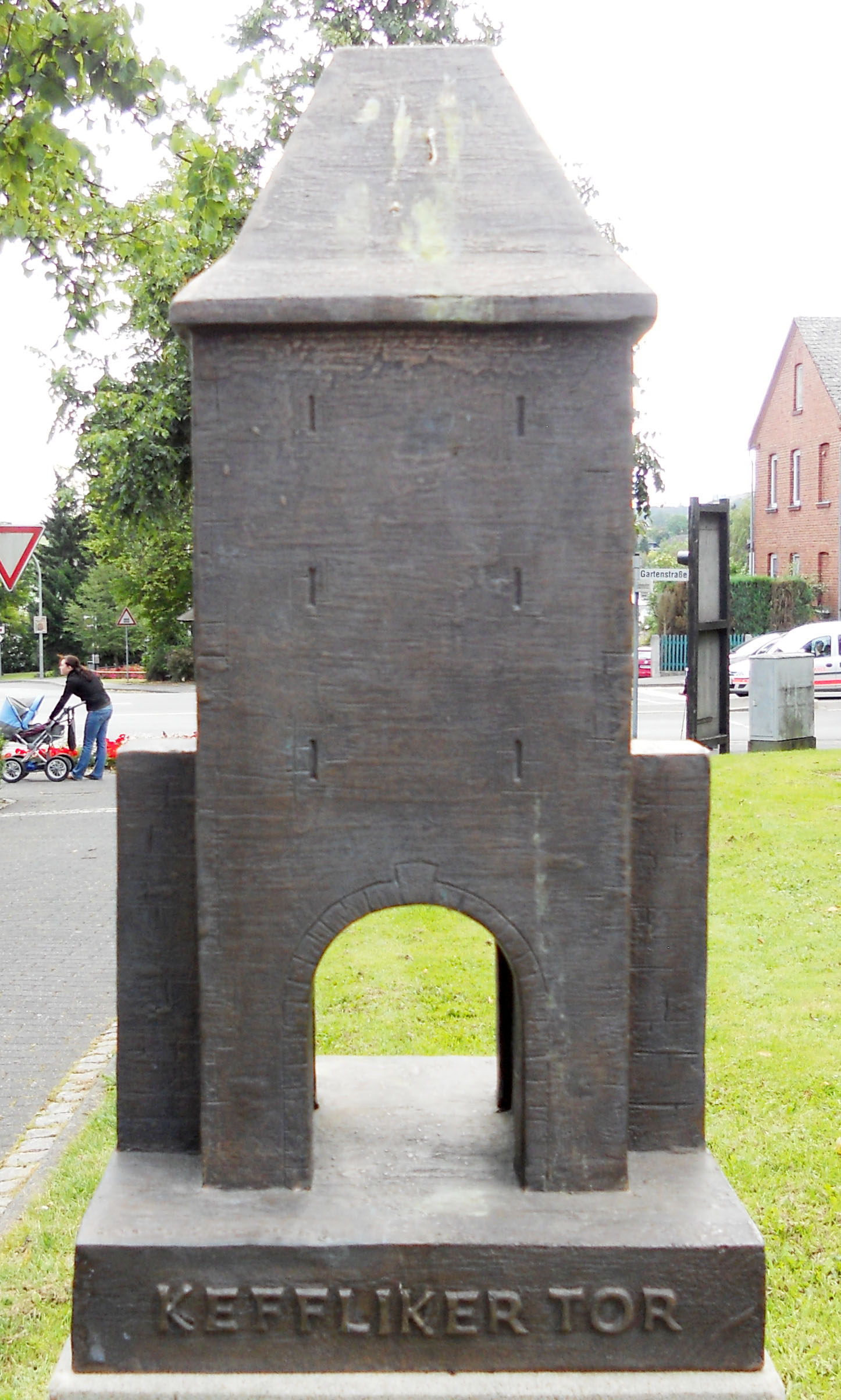
Keffelker Tor (Nachbildung)

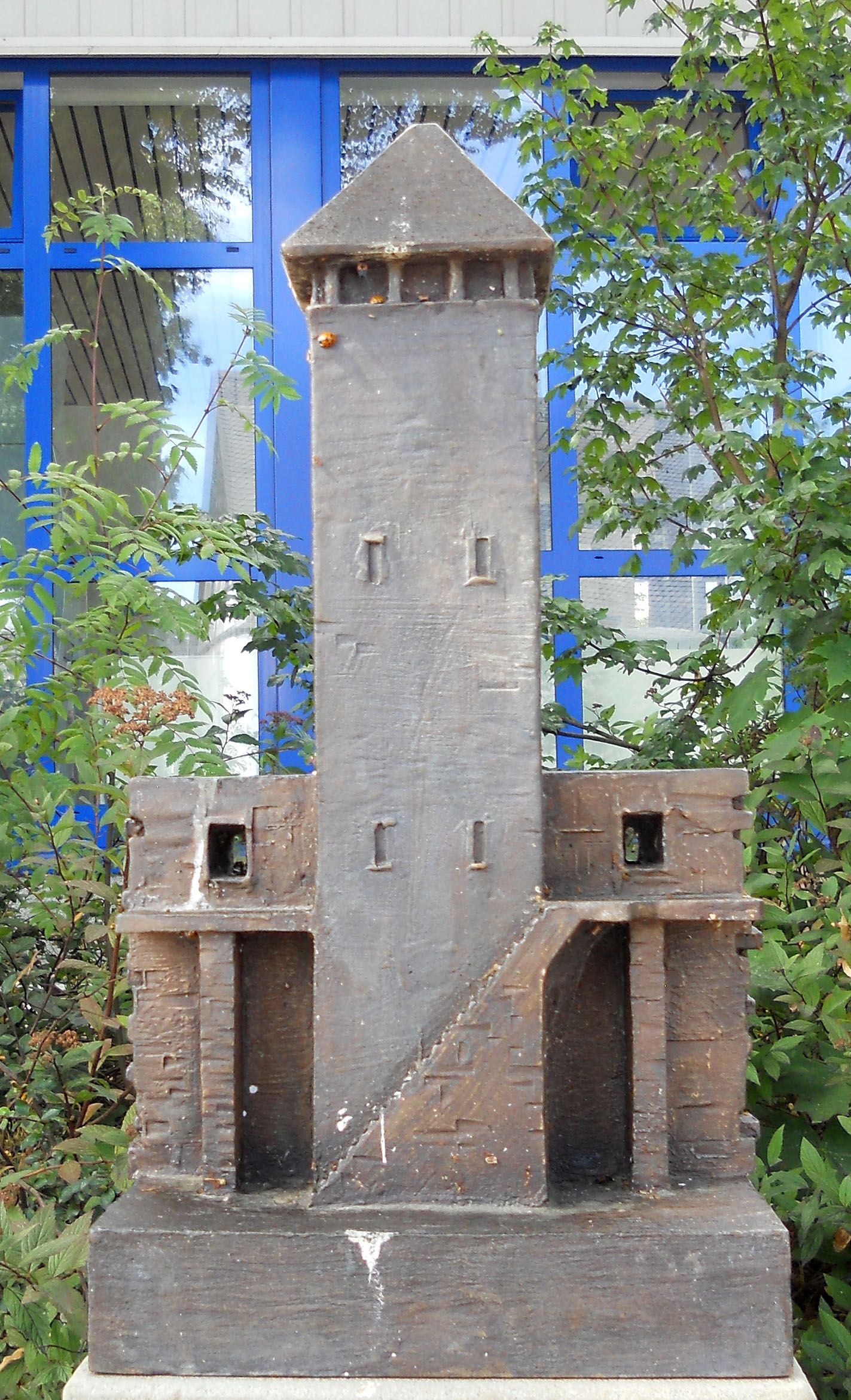
Dinkelbecker Turm (Nachbildung)

Ursprünglich wurde die im Westen gelegene Lederker Porte (nach der Siedlung Ledrike) genannt. Urkundlich erwähnt wurde das Tor 1399 anlässlich eines Grundstückverkaufes von Hans de Sure und Diedrich von Hundemen an Heinrich den Starken aus Brilon.
Am 9. Juli 1742 brach ohne Vorwarnung das Tor zusammen. Noch im selben Jahr wurde es mit zwei großen Wappensteinen, behauenen Sandsteinen und zwei umlaufenden Simsen wieder aufgebaut. Das Tor stand bis etwa 1824. Einer der Wappensteine ist in dem Bildstock auf der Treppe des Rathauses zu sehen.
Vom Oberen Tor führte die Mauer 204 Meter am Schützengraben, der 4,40 Meter tief war bis zum ersten Turm, der an Stummes Haus stand, bis zum zweiten Turm waren es 125,6 Meter und bis zum dritten Turm bei Niggemanns 125,6 Meter und bis zum Kreuziger Tor 125,6 Meter.

## Kreuziger Tor
Ursprünglich wurde die im Norden gelegene Kreuziger Porte nach dem Krazinger Hof bei Wülfte, (möglicherweise in der Gegend des Osterhofes) genannt.
Das Tor stand vom 13. Jahrhundert bis zum Abriss im Jahr 1811.
Vor der evangelischen Kirche am ehemaligen Standort des Tores steht zur Erinnerung eine in Bronze gegossene Stele mit der Darstellung des Gebäudes. Der Guss wurde vom Bildhauer Boris Sprenger angefertigt.
Vom Kreuziger Tor führte die Stadtmauer 94 Meter bis an den ersten Turm bei des Scharfrichters Haus, 110 Meter bis zum zweiten Turm, Fangenturm genannt, bei Spiekers Haus 125,6 Meter bis zum dritten Turm bei Tornes Haus. Bis zum Niederen Tor waren es dann noch einmal 188 Meter. Im Fangenturm (Gefangenenturm) war das städtische Gefängnis untergebracht. Aus dem Jahre 1684 existiert ein Beleg, nach dem neue Handschellen gekauft wurden.

## Niederes Tor (Keffelker Tor)
Ursprünglich wurde die im Osten gelegene Keffelker Porte (nach der Siedlung Kefflike) genannt. Das Tor wurde 1811 abgerissen.
Bis zum ersten Turm bei Ruthenbergs Haus waren es 251 Meter. Bis zum zweiten Turm, der sehr klein war, bei dem Haus der Witwe Steinen, war die Entfernung 94 Meter; bis zum Derker Tor noch einmal 282,6 Meter.
Vermutlich, allerdings nicht mehr zu belegen (laut Seibertz), stand zwischen dem ersten und zweiten Turm noch ein weiterer bei dem Haus Entecke.